# Vaughanella margaritata
Espèce
Synonymes
- Caryophyllia (Caryophyllia) margaritata Jourdan, 1895[1]

Statut CITES
Vaughanella margaritata est une espèce de coraux appartenant à la famille des Caryophylliidae.